# زهرة اللهاة
زهرة اللهاة أو لَهَوِيَّة (الاسم العلمي:Uvularia) (بالإنجليزية: bellworts)‏ هي جنس من النباتات يتبع فصيلة اللحلاحية من الرتبة الزنبقيات.